# Теофан I Солунски
Теофан  (на гръцки: Θεοφάνης) е византийски православен духовник от ΧΙ век.

## Биография
Теофан е архиепископ на Солунската митрополия от 1031 до 1038 година. В 1032 година Теофан разкрива на император Роман III Аргир заговор на принцеса Теодора и военачалника Константин Диоген, вследствие на което Диоген се самоубива.